# Лабиринт (интернет-магазин)
«Лабиринт.РУ» — интернет-магазин «Лабиринт» в составе книготоргового и издательского холдинга «Лабиринт».

## Общая информация
Интернет-магазин «Лабиринт» торгует книжной продукцией, изданной в России.

## История
Интернет-магазин «Лабиринт» основан в 2005 году.
По оценкам президента «Эксмо-АСТ», интернет-магазин «Лабиринт» в 2016 году опережал Ozon.ru по онлайн-продажам книг, на его долю приходилось до 20 % от всего книжного рынка.
По оценкам президента издательства «Эгмонт Россия» на долю Лабиринта приходилось около 10 % книжного рынка на начало 2017 года.
По данным аналитической компании «Data Insight», уже c 2019 года количество онлайн продаж интернет-магазин «Лабиринт» стало снижаться от года к году.
2020 год стал для Лабиринта самым убыточным.
В 2024 году интернет-магазин, как и книготорговый и издательский холдинг «Лабиринт» в целом, начал испытывать финансовые трудности из-за чего начались проблемы с поставкой книжной продукции. К этому моменту у компании образовалась задолженность перед ФНС, которая вынуждена была приостановить операции по счетам двух компаний, входящих в холдинг. Из-за невозможности рассчитываться с партнёрами в арбитражные суды поступило несколько исков от таких компаний, как поставщик бумажно-беловой продукции и товаров для творчества «Апплика», издательства «Проспект», «Ресурс», «Самокат» и «Легион», книжный магазин БММ, разработчик ПО «Кнорус-медиа» и производитель бумаги и бумажной канцелярии «ПЗБМ».
В 2024 года сформировалась задолженность перед крупнейшем в России издательским холдингом «Эксмо-АСТ». Холдинг прекратил отгрузки своих изданий в розничную сеть «Книжный лабиринт», но иск о взыскании задолженности в суд издательским холдингом подан не был. В «Эксмо-АСТ» пояснили, что достигли договорённостей об отсрочке выплаты задолженности «Лабиринта» «на условиях, которые не подлежат разглашению».